# In due si ama meglio
In due si ama meglio (A Fine Romance) è una serie televisiva statunitense in 13 episodi trasmessi per la prima volta nel corso di una sola stagione nel 1989.
È una sitcom incentrata sulle vicende di una coppia di divorziati, Louisa Phillips e Michael Trent, che presentano un programma televisivo realizzato in giro per l'Europa.

## Personaggi e interpreti
- Louisa Phillips (13 episodi, 1989), interpretata da Margaret Whitton.
- George Shipman (13 episodi, 1989), interpretato da Ernie Sabella.
- Miles Barrish (13 episodi, 1989), interpretato da Kevin Moore.
- Friday Forrester (13 episodi, 1989), interpretata da Dinah Lenney.
- Michael Trent (12 episodi, 1989), interpretato da Christopher Cazenove.
- Francois (6 episodi, 1989), interpretato da Xavier Kuentz.
- Anne (2 episodi, 1989), interpretata da Susan Wooldridge.

## Produzione
La serie fu prodotta da American Broadcasting Company e Phoenix Entertainment Group e girata in vari paesi europei.

### Registi
Tra i registi della serie sono accreditati:
- Ray Austin in 2 episodi (1989)
- Reza Badiyi in 2 episodi (1989)
- Harry Harris in 2 episodi (1989)

### Sceneggiatori
Tra gli sceneggiatori della serie sono accreditati:
- Ian Gurvitz in 3 episodi (1989)
- Kathy McCormick in 2 episodi (1989)
- Andy Schatzberg

## Distribuzione
La serie fu trasmessa dal 18 gennaio 1989 al 2 marzo 1989 sulla rete televisiva ABC. In Italia è stata trasmessa con il titolo In due si ama meglio.

## Episodi
| Stagione       | Episodi | Prima TV USA |
| -------------- | ------- | ------------ |
| Prima stagione | 13      | 1989         |